# Площадь Карла Маркса (Владикавказ)
Площадь Карла Маркса — площадь в городе Владикавказ, Северная Осетия, Россия. Располагается в Затеречном муниципальном округе в квадрате улиц Карла Маркса, Таутиева, проспекта Коста и переулка Заря. От площади на запад начинается улица Барбашова, на север улица Кесаева, на восток улица Кирова. Площадь названа в честь немецкого философа, общественного деятеля и основоположника научного коммунизма Карла Генриха Маркса.

## История

### Тенгинская площадь
Площадь образовалась во второй половине XIX века и получила название Тенгинская площадь, по расположенным неподалеку казармам 77-го пехотного Тенгинского полка.
В центре площади солдатами Тенгинского полка была построена Церковь Святых Первоверховных Апостолов Петра и Павла (Тенгинская, позже Апшеронская). Рядом с храмом находилось кладбище.

### Площадь Буачидзе
24 июня 1926 года на заседании Президиума Владокрисполкома было принято решение о присвоении Тенгинской площади имени революционера С. Г. Буачидзе (постановление № 16, протокол № 41/24 от 26.06.1924).

### Апшеронская площадь (Площадь Кирова)
В 1930-х годах площадь Буачидзе стала называться Апшеронская площадь, по имени 81-го пехотного Апшеронского полка, расквартированного во Владикавказе в районе этой площади.
5 января 1935 года на заседании Президиума Горсовета VII созыва было принято решение о присвоении Апшеронской площади имени советского партийного деятеля С. М. Кирова. Однако данное решение не вступило в силу. На плане г. Орджоникидзе 1937 г. по прежнему отмечена Апшеронская площадь.

Учитывая требования трудящихся города, секций и депутатских групп Горсовета, переименовать в ознаменование памяти т. Кирова Апшеронскую площадь в площадь имени Кирова— решение заседания Президиума Городского Совета VII созыва (протокол № 1, § 1 от 5.01.1935).
В 1936 году в северо-западной части площади было построено трамвайное кольцо, которое просуществовало до начала 1970-х годов.
В 1930-х годах была закрыта, а затем разрушена Апшеронская церковь. Здание храма разобрали на кирпичи для сооружения жилья для рабочих. Позже было ликвидировано и кладбище.

Отвести для строительства Осетинского государственного драматического театра строительную площадку на Апшеронской площади, согласно эскизу планировки площади, составленному Гипрогором.— постановление заседания Президиума Городского Совета (протокол № 45, § 841 от 10.12.1939).

### Площадь Берия
20 марта 1945 года на заседании Исполнительного комитета Городского Совета депутатов трудящихся совместно с Горкомом ВКП(б) было принято решение о присвоении Апшеронской площади имени советского политического деятеля Берии Л. П. (протокол № 12, § 87 от 20.03.1945).

### Площадь Карла Маркса
13 июля 1953 года на заседании Исполкома Городского Совета было принято решение о переименовании площади Берия в Площадь имени Карла Маркса (протокол № 26, § 461 от 13.07.1953). На современных картах города название площади не обозначается.

## Объекты
- Северо-Осетинский государственный академический театр имени В. В. Тхапсаева (ул. К. Маркса, 77) — здание театра построено в 1968 году в центре площади на месте разрушенной церкви.

- Памятник Коста Хетагурову — осетинскому поэту и основоположнику осетинской литературы. Авторы: скульптор С. Д. Тавасиев и архитектор И. Г. Гайнутдинов. Памятник установлен и торжественно открыт 16 января 1955 года.
- Сквер — занимает большую часть площади, частично расположен на месте бывшего кладбища.

## Транспорт
Трамвай № 1, 2, 4, 5, 7, 8, 9, 10, остановка «Улица Барбашова».

## Источник
- План г. Владикавказа (Фрагмент. «Карта Кавказского края», Издание картографического заведения А. Ильина. СПб, 60-70-е гг. XIX в.)[1].
- План г. Орджоникидзе 1937 г.[4]
- Кадыков А. Н. Улицы, переулки, площади и проспекты г. Владикавказа: Справочник. — Респект, 2010. — С. 409—415 — С. 512 — ISBN 978-5-905066-01-6